# 增寺
增寺，位于西藏自治区日喀则地区拉孜县锡钦乡增村，是一座藏传佛教寺院。

## 简介
增寺位于西藏自治区日喀则地区拉孜县锡钦乡增村以北，措拉山半山腰上，距离地面高度大约550米。
增寺依山而建，东西长250米、南北宽210米。增寺有主殿、两座佛塔、27间僧舍、拉康5座（玛尼拉康、强巴拉康、旺珠拉康、吾金拉康、古彭拉康）。
增寺的主殿在文化大革命时期被毁，1983年重建。主殿有门廊，门向南，主殿有2柱，面阔2柱3间7.60米，进深2柱3间5.22米，殿内有34尊佛像，50余幅旧唐卡，226多个法器。
佛塔位于主殿西南面，距离主殿大约50米。塔1称为“彭青塔”，塔2称为“阿里佛塔”，文化大革命时未遭到毁坏。
2012年，该寺僧人巴桑被评为西藏自治区爱国守法先进僧尼。